# La Chapelle-Saint-Géraud
La Chapelle-Saint-Géraud település Franciaországban, Corrèze megyében. Lakosainak száma 196 fő (2022. január 1.). La Chapelle-Saint-Géraud Hautefage, Mercœur, Monceaux-sur-Dordogne, Reygade és Argentat-sur-Dordogne községekkel határos.

## Népesség
A település népességének változása:
| Lakosok száma | 307  | 249  | 219  | 219  | 233  | 208  | 198  | 197  | 197  | 196  |
|               | 1968 | 1982 | 1990 | 2006 | 2013 | 2015 | 2017 | 2019 | 2020 | 2022 |